# Ferrakohn Hall
Ferrakohn Hall (Memphis, Tennessee, 20 de septiembre de 1990) es un baloncestista estadounidense. Con 2,03 metros de estatura, juega en la posición de alero.

## Trayectoria deportiva

### Universidad
Jugó una temporada y media en los Pirates de la Universidad Seton Hall, promediando 3,1 puntos y 2,2 rebotes por partido, siendo transferido en el segundo semestre de la temporada 2010-11 a los Tigers de la Universidad de Memphis, donde jugó dos temporadas, en las que promedió 2,4 puntos y 2,1 rebotes por encuentro.

### Profesional
Tras no ser elegido en el Draft de la NBA de 2013, en agosto fichó por el Værløse BBK de la liga danesa, pero únicamente disputó un partido, en el que consiguió 16 puntos y 7 rebotes.
En noviembre fichó por el BK Lions Jindřichův Hradec de la liga checa, con los que disputó 19 partidos, promediando 14,2 puntos y 7,1 rebotes.
En 2014 regresó a su país fichando por los Iowa Energy de la NBA D-League, donde jugó una temporada en la que promedió 5,4 puntos y 3,4 rebotes por partido.
El 31 de octubre de 2016 fichó por los Santa Cruz Warriors, Tras ser cortado después de disputar 10 partidos, el 12 de diciembre fichó por los Windy City Bulls.
En la temporada 2019-20, en las filas de los Windy City Bulls, el estadounidense promedió 8 puntos, 3.6 rebotes y una asistencia en 20 minutos por partido. 
El 26 de enero de 2021, firma por la Asociación Atlética Quimsa de la Liga Nacional de Básquet.